# Nan FC
Der Nan Football Club (Thai: สโมสรฟุตบอลน่าน) ist ein thailändischer Fußballverein aus Nan. Aktuell spielt der Verein in der vierten Liga, der Thailand Semi-Pro League.

## Vereinsgeschichte
Der Verein wurde 2010 gegründet. Von 2011 bis 2016 spielte der Verein in der dritten Liga, der Regional League Division 2. Hier spielte der Verein in der Northern-Region. Mit Einführung der Ligareform im Jahr 2017 spielt der Verein in der vierten Liga, der Thai League 4. Hier wurde er ebenfalls der Northern-Region zugeteilt. 2020 wurde aufgrund der COVID-19-Pandemie die Thai League 4 und die Thai League 3 in sechs Staffeln neu eingeteilt. Nan spielte in der Northern Region. Im Mai 2021 gab Nan bekannt, dass man für die Saison 2021/22 keine Mannschaft für die dritte Liga melden werde. Im Juni 2021 wurde bekannt gegeben, dass man einen neuen Geldgeber gefunden hat und an der Liga teilnimmt. Zu Beginn der Saison 2023/24 wurde Nan die Lizenz verweigert. Die Saison 2023/24 muss der Verein in der vierten Liga, der Thailand Semi-Pro League spielen.

## Vereinserfolge
- Thai League 4 – Northern Region

2018 – 2. Platz

## Stadion
Seine Heimspiele trägt der Klub im Nan Provincial Administrative Organization Stadium in Nan aus. Das Stadion hat eine Kapazität von 2500 Personen. Eigentümer und Betreiber ist die Nan Provincial Administrative Organization.

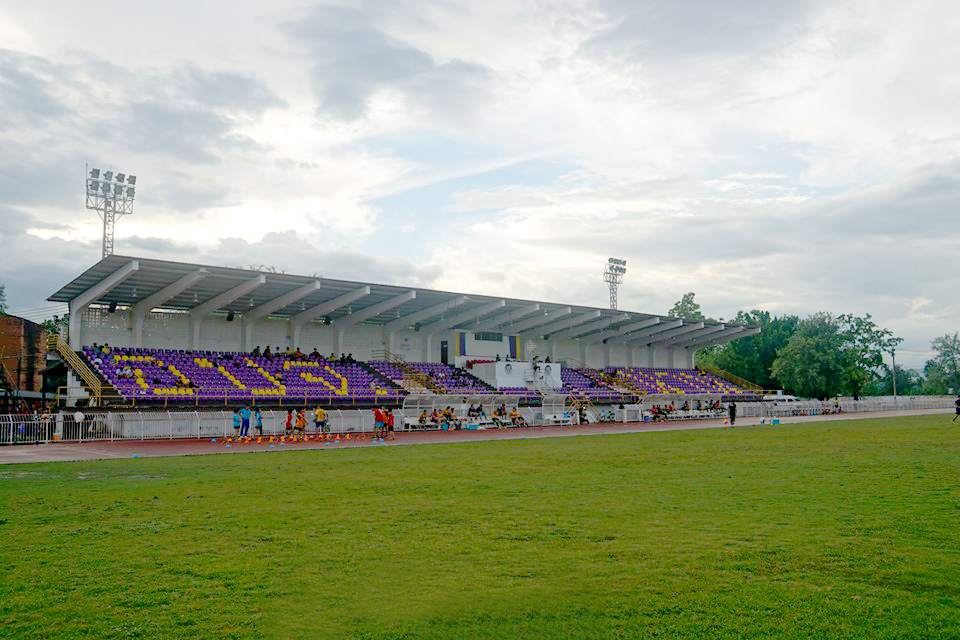
Nan PAO Stadium

### Spielstätten seit 2011
| Saison         | Stadion                                                          | Standort         | Kapazität | Eigentümer                                 | Koordinaten                       |
| -------------- | ---------------------------------------------------------------- | ---------------- | --------- | ------------------------------------------ | --------------------------------- |
| 2011 bis 2013  | Rajamangala University of Technology Nan Campus Stadium          | Nan, Provinz Nan | 2000      | Rajamangala University of Technology       | 18° 48′ 35,5″ N, 100° 47′ 26,4″ O |
| 2014 bis heute | Nan Provincial Administrative Organization Stadium (PAO Stadium) | Nan, Provinz Nan | 2500      | Nan Provincial Administrative Organization | 18° 47′ 32,9″ N, 100° 46′ 33,4″ O |

## Ehemalige Spieler
- Emmanuel Wango
- Yoshida Naohiro
- Seo Gwo-nuk
- Sakdawich Sert-lert
- Chanthaphone Waenvongsoth

## Saisonplatzierung
| Saison  | Liga                               | Liga  | Liga   | Liga | Liga | Liga | Liga  | Liga   | Liga     | Pokal               | Pokal                  |
| Saison  | Liga                               | Level | Spiele | S    | U    | N    | Tore  | Punkte | Position | FA Cup              | League Cup             |
| ------- | ---------------------------------- | ----- | ------ | ---- | ---- | ---- | ----- | ------ | -------- | ------------------- | ---------------------- |
| 2011    | Regional League Division 2 – North | 3     | 30     | 7    | 5    | 18   | 31:46 | 26     | 13.      | –                   | 2. Runde               |
| 2012    | Regional League Division 2 – North | 3     | 34     | 10   | 11   | 13   | 33:40 | 41     | 12.      | –                   | 1. Qualifikationsrunde |
| 2013    | Regional League Division 2 – North | 3     | 30     | 9    | 7    | 14   | 35:43 | 34     | 12.      | –                   | 1. Qualifikationsrunde |
| 2014    | Regional League Division 2 – North | 3     | 26     | 6    | 9    | 11   | 31:40 | 27     | 10.      | –                   | –                      |
| 2015    | Regional League Division 2 – North | 3     | 26     | 3    | 2    | 21   | 20:64 | 11     | 14.      | 1. Runde            | 1. Qualifikationsrunde |
| 2016    | Regional League Division 2 – North | 3     | 22     | 4    | 7    | 11   | 33:35 | 19     | 9.       | –                   | 1. Qualifikationsrunde |
| 2017    | Thai League 4 – North              | 4     | 24     | 11   | 7    | 6    | 28:20 | 40     | 5.       | –                   | 1. Qualifikationsrunde |
| 2018    | Thai League 4 – North              | 4     | 18     | 10   | 2    | 6    | 28:18 | 32     | 2.       | Qualifikationsrunde | Play-Off Qualifikation |
| 2019    | Thai League 4 – North              | 4     | 27     | 12   | 7    | 8    | 49:34 | 43     | 5.       | –                   | –                      |
| 2020    | Thai League 4 – North              | 4     | 2      | 0    | 1    | 1    | 0:1   | 1      | 7.       |                     |                        |
| 2020/21 | Thai League 3 – North              | 3     | 15     | 5    | 4    | 6    | 16:19 | 19     | 7.       | –                   | –                      |
| 2021/22 | Thai League 3 – North              | 3     | 22     | 4    | 5    | 13   | 18:33 | 17     | 11.      | –                   | –                      |
| 2022/23 | Thai League 3 – North              | 3     | 22     | 9    | 6    | 7    | 22:20 | 33     | 5. ▼     | –                   | –                      |
| 2024    | Thailand Semi-Pro League – North   | 4     | 6      | 1    | 1    | 4    | 2:9   | 4      | 6.       | –                   | –                      |
| 2025    | Thailand Semi-Pro League – North   | 4     | 7      | 3    | 2    | 2    | 8:9   | 11     | 3.       | –                   | –                      |

| Abbruch nach dem zweiten Spieltag aufgrund der COVID-19-Pandemie |

## Beste Torschützen seit 2017
| Saison  | Name                                 | Tore |
| ------- | ------------------------------------ | ---- |
| 2017    | Niphon Phanprom Siwanan Chaipanyasit | 5    |
| 2018    | Siwanan Chaipanyasit                 | 9    |
| 2019    | Santisak Tadthiang                   | 9    |
| 2020/21 | Nattapong Meemanee                   | 8    |
| 2021/22 | Chaiyahan Aunjit Nattapong Meemanee  | 4    |
| 2022/23 | Chanayut Srisawat Manop Kittiphirun  | 7    |

## Sponsoren
| Jahr          | Ausrüster | Trikotsponsor      |
| ------------- | --------- | ------------------ |
| 2014          | Eureka    | Nara               |
| 2015 bis 2016 | N/A       | N/A                |
| 2017          | H1        | FOOD Maker Co.Ltd. |
| 2018          | Real      | Enlab              |
| 2019          | Chincha   | Nara / Isutsu      |